# Markus Otto

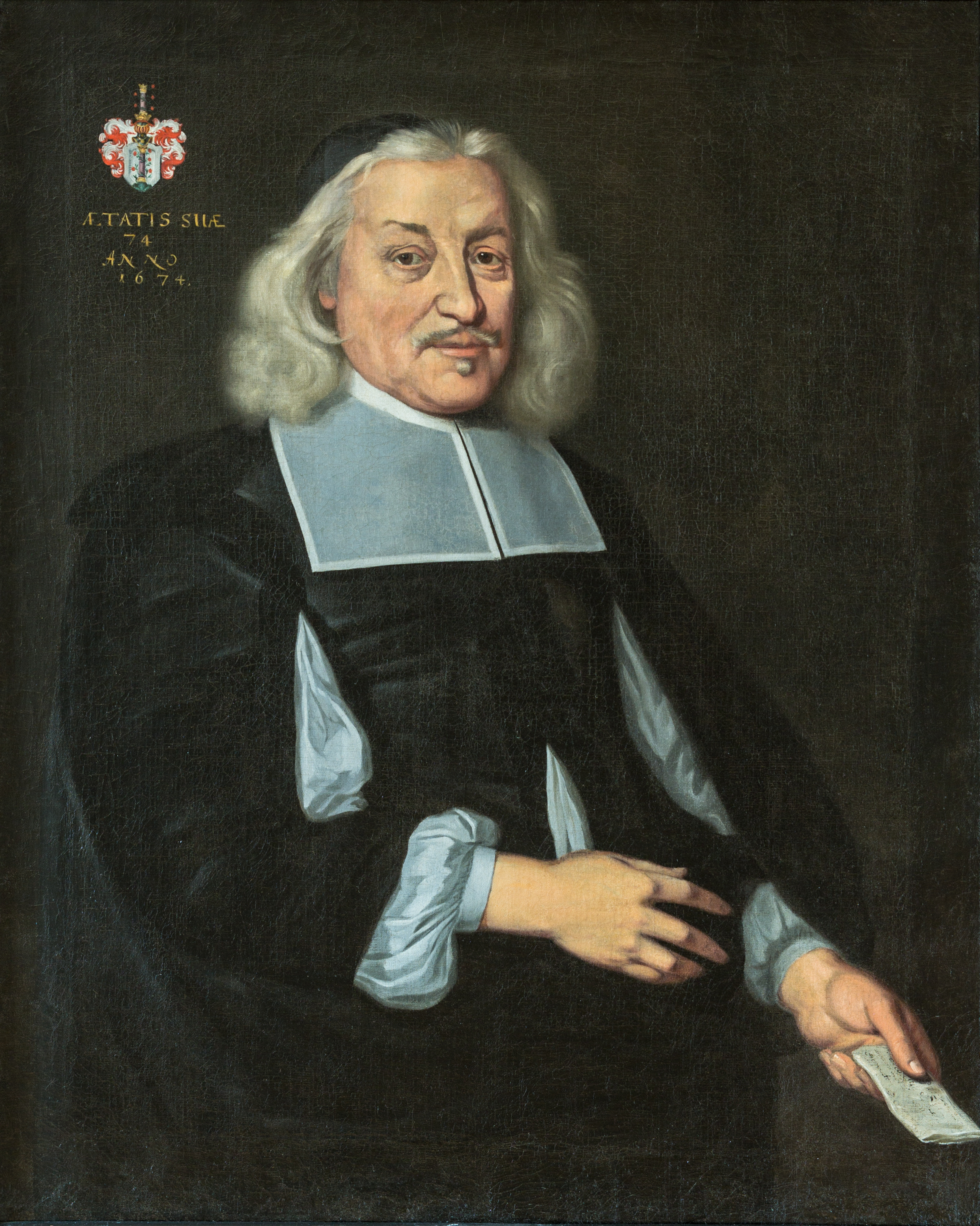
Markus Otto

Anselmus van Hulle: Markus Otto Jurist und Gesandter zum westfälischen Friede 1648

Markus Otto (* 18. November 1600 in Ulm; † 20. November 1674 in Straßburg) war ein deutscher Jurist. Bei den Verhandlungen zum Westfälischen Frieden vertrat er als Gesandter u. a. die Reichsstadt Straßburg.

## Leben

### Herkunft und Familie
Die Familie Otto stammte aus der Reichsstadt Ulm. Sein Vetter Sebastian Otto (1607–1678) war ab 1644 Ratskonsulent seiner Vaterstadt Ulm und wurde Ururgroßvater des württembergischen Ministers Otto.
Markus Otto wurde als Sohn des Tischlers Max Otto und seiner Gemahlin Ursula Heldin geboren. Im Jahre 1637 heiratete er Margarethe Saladin (1619–1678). Die Ehe blieb kinderlos.

### Werdegang und Wirken
Nach dem Besuch des Gymnasiums in Ulm studierte Otto in Straßburg Philosophie und Philologie. Es schloss sich ein Jurastudium in Tübingen, Basel, Freiburg und Wien an. Im Jahre 1629 promovierte er an der Universität Straßburg mit der Dissertation „De Repressaliis“. Nach kurzer Zeit als Anwalt am Reichskammergericht in Speyer kehrte er nach Straßburg zurück und wurde hier Geheimer Rat und Beigeordneter des Stadtschreibers.
In Straßburg wurde Otto bald mit diplomatischen Missionen betraut. 1635 und 1636 führte er die Verhandlungen mit Markgraf Wilhelm von Baden, den sächsischen Kurfürsten und Landgrafen von Hessen über den Beitritt Straßburgs zum Prager Frieden. 1640 wurde er Rat und Advocatus der Stadt Straßburg beim Reichstag in Regensburg.
1645 beauftragte ihn der Rat der Stadt Straßburg mit der Vertretung der Interessen der Reichsstadt beim Westfälischen Friedenskongress in Münster und Osnabrück. Auch die Städte Landau, Speyer und Weißenburg (Elsass) sowie der Rheingraf Johann Casimir gaben ihm hierfür ein Mandat. Otto setzte bei den Verhandlungen sein großes diplomatisches Geschick ein und vertrat die Rechte und Interessen seiner Auftraggeber sehr erfolgreich. In Münster unterzeichnete er am 24. Oktober 1648 den Friedensvertrag für seine Mandantschaft. Daneben vertrat er mit seiner Unterschrift den Gesandten der Stadt Ulm für die Städte Ulm, Giengen, Aalen und Bopfingen.
Nach dem Friedensschluss war Otto Vertreter der Stadt Straßburg bei den Durchführungsverhandlungen in Nürnberg, von 1652 an war er wieder mehrmals beim Reichstag in Regensburg.
Die zum Lohn für seine Verdienste angebotenen Stellungen am kaiserlichen Hof oder beim Reichskammergericht schlug Otto aus, stattdessen blieb er in Diensten der Stadt Straßburg. Mit großem diplomatischen Geschick versuchte er, Straßburg aus der 1648 vereinbarten Abtretung des Elsass an Frankreich herauszuhalten. Die Stadt wurde tatsächlich erst 1681, sieben Jahre nach seinem Tod, durch Frankreich besetzt.

### Stipendienstiftung
Markus Otto und seine Frau stifteten ihr Vermögen, das sich auf knapp 43.000 Goldgulden belief, für ein Stipendium. Die Jugendlichen aus ärmeren Verhältnissen, denen damit ein Studium ermöglicht wurde, mussten sich verpflichten, der Stadt Straßburg zu dienen. Das Stipendium wurde vom Thomasstift verwaltet. Zu ihm gehörte auch eine umfangreiche Bibliothek, die ebenso wie ein Denkmal für Markus Otto in der Thomaskirche bei der Belagerung von Straßburg 1870 zerstört wurde.